# Trần Thị Thu Thảo
Trần Thị Thu Thảo (sinh ngày 15 tháng 1 năm 1993) là cầu thủ bóng đá thi đấu ở vị trí hậu vệ cho câu lạc bộ Thành phố Hồ Chí Minh I và đội tuyển nữ quốc gia Việt Nam.